# Osztrovel
Osztrovel románul: Ostrovel, falu Romániában, Erdélyben, Hunyad megyében.

## Fekvése
Hátszegtől délnyugatra, Malomvíz közelében fekvő település.

## Története
Osztrovel nevét 1439-ben p. Oztrogyal néven említette először oklevél.
Későbbi névváltozatai: 1456, 1493-ban p. Oztrowyl, 1733-ban Osztroviel Gureni, 1750-ben Osztrovey Gureny, 1808-ban és 1861-ben Osztrovel, 1888-ban Osztrovel telep
1519-ben p. Ozthrowel a Kendefi, Kederesi családok birtoka volt.
A trianoni békeszerződés előtt Hunyad vármegye Hátszegi járásához tartozott.